# Cándida Pérez Martínez
Cándida Pérez Martínez (Olot, La Garrocha, 28 de julio de 1893 - Olot, la Garrocha,15 de noviembre de 1989) fue una tiple y compositora de cuplés española, nacionalizada argentina. Fue la autora de la música de algunos de los cuplés en catalán más conocidos de la segunda década del siglo XX, como: Les caramelles, El noi de la mare o Pasqua florida, así como varios cuplés en castellano como: La hija del carcelero,  La voz de la guitarra o La del soto. Otras cupletistas como Raquel Meller y Pilar Alonso interpretaron sus obras. También realizó piezas de música incidental para algunas obras de teatro estrenadas en Barcelona.

## Trayectoria
En su adolescencia actuó en el Ateneo Obrero, donde adquirió sus primeros conocimientos musicales. Como cantante debutó en septiembre de 1914 en el Cine Teatro Ideal Park en Olot, y al mes siguiente fue contratada por la compañía italiana de variedades D'Onnini, que había actuado en el mismo local. Ese mismo año se instaló en Barcelona, donde continuó sus estudios de música y composición durante cinco años.
En este periodo de su carrera fundó junto con el músico italiano Melquíadez Lucarelli Ferri, una academia de interpretación de canto y danza especializada en espectáculos de music-hall. En esta sede también se instaló una productora musical que en la década de los años 1920 grabó varios discos.
La cupletista Raquel Meller fue amiga de Pérez y cantó algunos de sus cuplés en catalán y en castellano, además de estrenar su versión de El niño de la madre en el Olympia de París en 1919. En 1922 Pérez se casó con Lucarelli e hizo una gira por Italia, donde cantó sus propias composiciones en catalán y en castellano, acompañada por una orquesta que dirigía su marido. En 1926 la productora estadounidense Paramount le organizó una gira por Europa y debutó en París. En 1928 inició una gira artística por Sudamérica y obtuvo la nacionalidad argentina. Durante cuatro años actuó en Argentina, Brasil, Uruguay y otros países bajo el nombre artístico de "Alba". Tras haberse separado de Lucarelli en 1929, en 1932 comenzó una relación con el empresario industrial y artista brasileño Luiz Fossati Ferri, que sería su segundo marido. La pareja se estableció en Brasil y Pérez dejó la vida artística.
Los letristas que más produjeron para Pérez fueron Rossend Llurba i Tost, Pedro Puche, Ventura Gassol y Joan Casas i Vila, que firmaba como "Joan Misterio".
Más tarde, en 1968 el matrimonio se instaló en Cataluña, en Hospitalet de Llobregat. Tras la muerte de su marido en 1979, Pérez volvió a Olot.

## Obra

### Cuplés en catalán[7]
- Ball de Rams (Baile de Ramos).
- Carmeta![8] Letra de Rossend Llurba.
- El Cuplet català.[9] Letra de Rossend Llurba.
- El fill de l'adroguer. Letra de Rossend Llurba.
- El mico de Pasqua. Letra de Rossend Llurba.
- El noi de la mare (El niño de la madre).[10] Letra de Santos Albiesa.
- Els tres amors.[11] Letra de Ventura Gassol.
- La Foxtrotmanía.[12] Letra de Rossend Llurba.
- La barretinaire (La barretinera).
- La batedora (La batidora).
- La cançó de la dida (La canción de la nodriza). Letra de Ventura Gassol.
- La cançó del misto (La canción de la cerilla). Letra de Faust Casals.
- La cupletera.[13] Letra de Rossend Llurba.
- La fornera de la Ronda (La panadera de la Ronda). Letra de Joan Misterio.
- La gentil banyista.[14]
- La Marieta de l'ull viu (La Mariquita del ojo vivo).[15] Letra de Faust Casals.
- La muller d'en Manelic (La mujer de Manelic).[16] Letra de Rossend Llurba.
- La primera carta. Letra de Faust Casals.
- La Rambla.[17] Letra de Joan Misterio.
- L'emperadriu (La emperatriz).[18] Letra de Joan Misterio. Se trata de un cuplé-sardana.
- L'enterrament de la sardina (El entierro de la sardina).[19] Letra de Joan Misterio.
- Les Caramelles (Las caramellas).[20] Letra de Joan Misterio. El Día Gráfico define Les Caramelles como una "rapsodia de ballets populares catalanes compuesta por el erudito folclorista Aureli Capmany y coreografiada por el mismo".[21]
- L'Esquella de la Torratxa.[22] Letra de Rossend Llurba.
- L'héroe desconegut (El héroe desconocido). Letra de Rossend Llurba.
- L'orfeonista (La orfeonista).[23] Letra de Rossend Llurba.
- Paraules que el vent s'emporta (Palabras que el viento se lleva).[24] Letra de Rossend Llurba.
- Pasqua florida (Pascua florida).[25] Letra de Rossend Llurba.
- Per telèfon (Por teléfono). Letra de Rossend Llurba.
- Revetlla d'amor (Fiesta de amor). Letra de Rossend Llurba.
- Torna amb mi (Vuelve a mí). Letra de Rossend Llurba.

### Cuplés en castellano
- Amor de madre.[26] Letra de Joan C. Romaní.
- Claveles de España.
- El alojamiento. Letra de Delfí Villán i Gil.
- El hombre ha de ser feo.[27] Letra de Pedro Puche.
- El mosquetero.[28] Letra de Fidel Prado.
- El pampero.
- La chalequera.[29] Letra de A. Sánchez Carrere.
- La contrabandista. Letra de J. Carner y Ribalta.
- La del soto.[30] Letra de Faust Casals y Rosend Llurba.
- La feúcha. Letra de Pedro Puche.
- La guitarra llora. Letra de Rossend Llurba.
- La hija del carcelero.[1] Letra de Delfín Villánç.
- La Maja del puerto. Letra de Rossend Llurba.
- La tuna.
- La voz de la guitarra.[31] Letra de Rossend Llurba.
- Murmurar.[32] Letra de Delfí Villán.
- Por esos labios.[33] Letra de Pedro Puche.
- Si yo fuera maja.

### Teatro
- 1921. Per Catalunya. Collecció de postals catalanes (Per Catalunya. Colección de postales catalanas). Libreto de Joaquim Montero y decorados de Brunet i Pons y Battle i Amigo y Colmenero. Estrenada en el Teatro Romea de Barcelona el 15 de abril. Los cuadros de esta obra se titulan:[21]
  - Cuaderno 1
    - Postal I: El vínculo del testamento
    - Postal II: Panorama de Barcelona
    - Postal III: Bajo el pino de las tres ramas
    - Postal IV: A la rambla de Figueras
    - Postal V: Hacia el Montserrat
    - Postal VI: Patria, Fe y Amor

  - Cuaderno 2
    - Postal VII: Un camino de la costa
    - Postal VIII: Intriga de melodrama
    - Postal IX: La procesión de Santa Cristina
    - Postal X: Pueblecito
    - Postal XI: En la feria del amor

  - Cuaderno 3
    - Postal XII: La cuna del místico
    - Postal XIII: El nieto de Serrallonga
    - Postal XIV: Reus... etc.
    - Postal XV: El refugio
    - Postal XVI: Al final estamos
    - Postal XVII: La fachada del Romea
    - Postal XVIII: Loa al teatro catalán
- 1922. Un miracle a Barcelona o la qüestió és passar l'estona. Pellícula extravagant en 3 actes i 10 quadres (Un milagro en Barcelona o La cuestión es pasar el rato. Película extravagante en 3 actos y 10 cuadros). Libreto de Joaquim Montero y decorados de Battle i Amigo y Colmenero. Estrenada en el Teatro Romea de Barcelona el 26 de abril.[34]
- 1922. Pasqua Florida o Les caramelles. Sainet liricodramàtic de costums populars barcelonins (Pascua Florida o Las caramellas. Sainete lírico-dramático de costumbres populares barcelonesas). Libreto de Rossend Llurba. Estrenada en el Teatro Tívoli de Barcelona el 14 de noviembre.

## Reconocimientos
En su juventud recibió diversos homenajes y banquetes en su honor. A uno de ellos, celebrado en el restaurante barcelonés La Font del Gat el 3 de agosto de 1921 asistieron personalidades como las cantantes Tina de Jarque y Adria Rodi, el director Gelabert, los escritores Llurba y Joan Misterio o corresponsales de prensa de El Liberal y El noticiero universal. En este banquete se hizo resaltar que con el cuplé en catalán había contribuido a la divulgación de la lengua catalana.
De vuelta en Cataluña tras su periplo por el extranjero, en 1971 fue la invitada de honor del espectáculo La nit del cuplet català (La noche del cuplé catalán), que tuvo lugar en El Molino, teatro de la avenida del Paralelo, organizado por la cantante Núria Feliu.
En 2009 se editó el disco Càndida Memòria, un proyecto de la cantante Rocío Romero Grau y la pianista Elisa Planagumà, que recopiló y reivindicó el legado musical de Pérez y su aportación al género del cuplé de principios del siglo XX. El disco fue presentado en el Teatro Principal de Olot, frente al cual en 2015 fue erigido un monolito en recuerdo suyo. Este mismo año, se aprobó la inauguración de los Jardines de Cándida Pérez en su honor, ubicados en el Carrer del Comte Borrell de Barcelona.